# Лейкленд-Хайлендс
Лейкленд-Хайлендс (англ. Lakeland Highlands) — статистически обособленная местность, расположенная в округе Полк (штат Флорида, США) с населением в 12 557 человек по статистическим данным переписи 2000 года.

## География
По данным Бюро переписи населения США статистически обособленная местность Лейкленд-Хайлендс имеет общую площадь в 16,06 квадратных километров, из которых 14,5 кв. километров занимает земля и 1,55 кв. километров — вода. Площадь водных ресурсов округа составляет 9,65 % от всей его площади.
Статистически обособленная местность Лейкленд-Хайлендс расположена на высоте 68 м над уровнем моря.

## Демография
| Год переписи        | Нас.  |  | %±    |
| ------------------- | ----- |  | ----- |
| 1980                | 10426 |  | —     |
| 1990                | 9972  |  | −4,4% |
| 2000                | 12557 |  | 25,9% |
| 1980–2000 Источник: |       |  |       |

По данным переписи населения 2000 года в Лейкленд-Хайлендс проживало 12 557 человек, 3740 семей, насчитывалось 4501 домашнее хозяйство и 4748 жилых домов. Средняя плотность населения составляла около 781,88 человек на один квадратный километр. Расовый состав населённого пункта распределился следующим образом: 94,21 % белых, 2,47 % — чёрных или афроамериканцев, 0,20 % — коренных американцев, 1,66 % — азиатов, 0,02 % — выходцев с тихоокеанских островов, 0,97 % — представителей смешанных рас, 0,48 % — других народностей. Испаноговорящие составили 3,85 % от всех жителей статистически обособленной местности.
Из 4501 домашних хозяйств в 39,4 % воспитывали детей в возрасте до 18 лет, 74,0 % представляли собой совместно проживающие супружеские пары, в 6,8 % семей женщины проживали без мужей, 16,9 % не имели семей. 14,2 % от общего числа семей на момент переписи жили самостоятельно, при этом 6,2 % составили одинокие пожилые люди в возрасте 65 лет и старше. Средний размер домашнего хозяйства составил 2,79 человек, а средний размер семьи — 3,08 человек.
Население статистически обособленной местности по возрастному диапазону по данным переписи 2000 года распределилось следующим образом: 27,3 % — жители младше 18 лет, 5,8 % — между 18 и 24 годами, 24,7 % — от 25 до 44 лет, 29,2 % — от 45 до 64 лет и 13,1 % — в возрасте 65 лет и старше. Средний возраст жителей составил 41 год. На каждые 100 женщин в Лейкленд-Хайлендс приходилось 94,7 мужчин, при этом на каждые сто женщин 18 лет и старше приходилось 93,0 мужчин также старше 18 лет.
Средний доход на одно домашнее хозяйство статистически обособленной местности составил 66 053 доллара США, а средний доход на одну семью — 71 176 долларов. При этом мужчины имели средний доход в 50 714 долларов США в год против 30 018 долларов среднегодового дохода у женщин. Доход на душу населения статистически обособленной местности составил 66 053 доллара в год. 2,1 % от всего числа семей в населённом пункте и 3,3 % от всей численности населения находилось на момент переписи населения за чертой бедности, при этом 3,0 % из них были моложе 18 лет и 3,7 % — в возрасте 65 лет и старше.